# Eriopyga tersa
Eriopyga tersa là một loài bướm đêm trong họ Noctuidae.